# Romuald Hube
Romuald Jan Hube (ur. 7 lutego 1803 w Warszawie, zm. 9 lipca 1890 tamże) – polski prawnik, historyk prawa polskiego, członek Rady Stanu Królestwa Polskiego, członek Towarzystwa Historycznego we Lwowie.
Ojciec Romualda, Michał Hube, pochodził ze Złotowa i w chwili urodzenia syna był urzędnikiem sądowym w służbie pruskiej, w inkwizytoracie warszawskim. Dziad Romualda, Jakub Hube za czasów przedrozbiorowych sprawował w Bydgoskiem funkcję urzędnika sądowego Rzeczypospolitej.
Romuald studiował w Krakowie, Warszawie i Berlinie. W czasie powstania listopadowego w 1831 roku pisał artykuły do związanego z Aleksandrem Wielopolskim dziennika „Zjednoczenie”. W latach 1826–1831 był profesorem prawa karnego na Królewskim Uniwersytecie Warszawskim, od 1834 członek, później od 1856 prezes komisji petersburskiej dla ustawodawstwa Królestwa Polskiego. Był współzałożycielem „Themis Polskiej” (1829–1830). Od roku 1843 do 1845 pełnił urząd profesora uniwersytetu petersburskiego. Wykładał tam prawo polskie, kanoniczne, karne i administracyjne, w latach późniejszych (od 1878) członek Rady Stanu Królestwa Polskiego. Opracował karny kodeks i procedurę dla Królestwa Polskiego. Napisał szereg prac z wielu dziedzin prawa. Główne to: „Prawo polskie w wieku trzynastym” (1874), „Prawo polskie czternastego wieku. Ustawodawstwo Kazimierza Wielkiego” (1881), „Historia praw karnych słowiańskich. Historia prawa karnego ruskiego” (1870–1872, 2 tomy). Wydania zbiorowe ukazały się 1905 w 2 tomach.

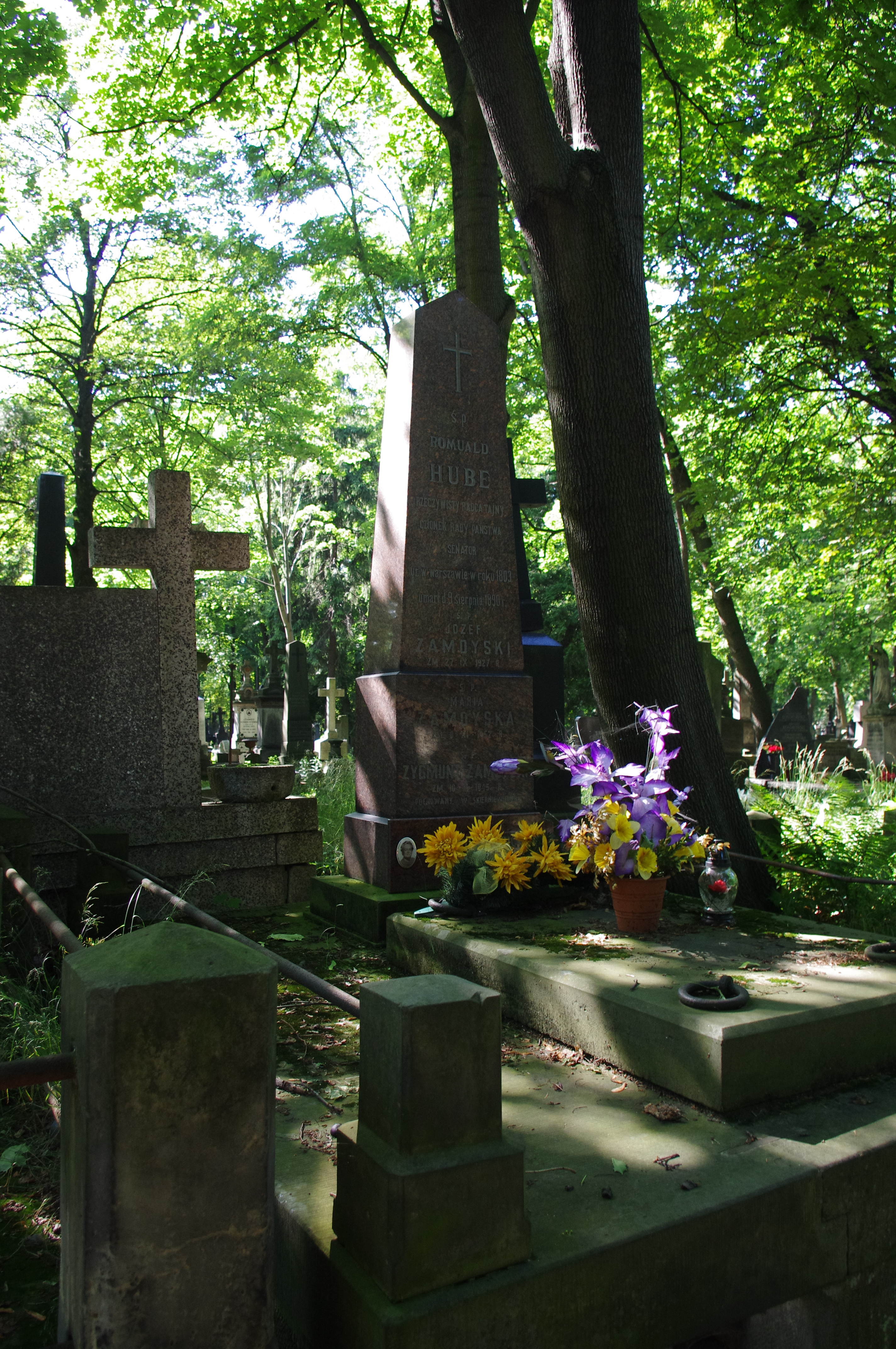
Grób senatora Romualda Hubego na Starych Powązkach w Warszawie

Został pochowany na cmentarzu Powązkowskim w Warszawie (kwatera E-1-15/16).
Odznaczony Orderem Orła Białego, Orderem Świętego Włodzimierza 2 klasy, Orderem Świętej Anny 1 klasy, Orderem Świętego Stanisława 1 klasy, odznaką XXV lat nieskazitelnej służby.